# Президентские выборы в Афганистане (2004)
Первые президентские выборы в Афганистане прошли 9 октября 2004 года. Хамид Карзай победил в выборах, получив 55,4 % голосов, что было в три раза больше, чем у следующего за ним кандидата. В выборах приняло участие 3/4 из около 12 млн зарегистрированных избирателей.

## Кандидаты
В выборах сначала планировало участвовать 23 кандидата, однако к началу предвыборной кампании 5 из них отказались от выборов.

## Результаты
Результаты президентских выборов в Афганистане 9 октября 2004 года
| Кандидат (народность) — Партия                                               | Голоса    | %       |
| ---------------------------------------------------------------------------- | --------- | ------- |
| Хамид Карзай (пуштун)                                                        | 4 443 029 | 55,4 %  |
| Юнус Кануни (таджик) — Партия Новый Афганистан                               | 1 306 503 | 16,3 %  |
| Мохаммед Мохакик (хазареец) — бепартийный (Исламское единство Вахдат)        | 935 325   | 11,7 %  |
| Абдул-Рашид Дустум (узбек) — бепартийный (Национальное исламское движение)   | 804 861   | 10,0 %  |
| Абдул Латиф Педрам (таджик) — Национальный конгресс                          | 110 160   | 1,4 %   |
| Массуда Джалал (таджик)                                                      | 91 415    | 1,1 %   |
| Сиед Ишаи Галани (пуштун) — Движение национальной солидарности               | 80 081    | 1,0 %   |
| Ахмад Шах Ахмадзай (пуштун) — бепартийный (Исламское революционное движение) | 60 199    | 0,8 %   |
| Абдул Сатар Сират (узбек)                                                    | 30 201    | 0,4 %   |
| Хамион Шах Аасифи (пуштун) — бепартийный (Партия национального единства)     | 26 224    | 0,3 %   |
| Гулам Фарук Нежраби (таджик) — Партия афганской независимости                | 24 232    | 0,3 %   |
| Сайед Абдул Хади Дабир (таджик)                                              | 24 057    | 0,3 %   |
| Абдул Хафиз Мансур (таджик) — бепартийный (Исламское общество)               | 19 728    | 0,2 %   |
| Абдул Хади Халилзай (пуштун)                                                 | 18 082    | 0,2 %   |
| Мир Махфуз Недахи (пуштун)                                                   | 16 054    | 0,2 %   |
| Мохаммед Ибрахим Рашид (пуштун)                                              | 14 242    | 0,2 %   |
| Вакил Мангал (пуштун)                                                        | 11 770    | 0,1 %   |
| Абдул Хасиб Аариан (таджик)                                                  | 8373      | 0,1 %   |
| Действительных голосов (явка 70 %)                                           | 8 024 536 | 100,0 % |
| Недействительных голосов                                                     | 104 404   |         |
| Всего                                                                        | 8 128 940 |         |